# 7,5 cm FK 7M85
75-мм польова гармата FK 7M85 (нім. 7.5 cm Feldkanone 7M85) — німецька 75-мм польова гармата періоду Другої світової війни, що використовувалася вермахтом в останній рік воєнних дій в обмеженій кількості.

## Зміст
Гармата FK 7M85 розроблялася відповідно до вимог, виданих у 1944 році для протитанкової та польової гармати подвійного призначення, за умови швидкого промислового виробництва. На лафет 10,5 cm leFH 18/40 була адаптована гармата, люлька і система відкату від протитанкової гармати 7,5 cm PaK 40. Лафет leFH 18/40 був адаптований з PaK 40, тому ця конструкція по суті повернула лафет до оригінальної гармати, хоча й з більшим діапазоном боєприпасів і додатковими 20° підйому.
Можливо, на FK 7M85 вплинув успіх радянських дивізійних гармат, таких як M1936, M1939 і M1942, які німці захопили в значній кількості на початку війни. При вазі 1780 кг система була на 355 кг важче за PaK 40, на 664 кг важче за радянську M1942 і на 264 кг важче за 7,5-см FK 16 nA, на заміну якої вона мала надійти на озброєння. Однак протитанкові характеристики снаряда 75×690 мм були б ефективнішими за снаряд 75×200 мм, що випускався до FK 16 nA, або снаряд 76,2×385 мм, для радянських дивізійних гармат.
Але, після перших військових випробувань артилерійську систему розкритикували у листі на ім'я начальника озброєння армії та командувача резервною армією від 21 жовтня 1944 року до Управління зброї армії. Розрахунки показали, що для досягнення ефективної результативності стрільбі по цілі потрібно три постріли з 7,5 cm FK 7M85, в той час, як l.FH 18 було потрібно здійснити один постріл для ураження цілі.
У результаті було випущено лишень 10 екземплярів артилерійських систем і 74 перебували на стадії виробництва, коли було прийнято рішення скасувати замовлення на цю гармату.

## Зброя схожа за ТТХ та часом застосування
- 80-мм польова гармата M.17
- 80-мм польова гармата FK M 18
- 75-мм гармата F.R.C Modèle 1935
- 75-мм польова гармата GP II
- 75-мм польова гармата GP III
- 75-мм гармата 75/27 modello 11
- 75-мм гаубиця 75/18 modello 34
- 76-мм гармата Ehrhardt Model 1901
- 76-мм дивізійна гармата зразка 1942 року (ЗІС-3)
- 76-мм дивізійна гармата зразка 1939 (УСВ)
- 75-мм польова гармата FK 16 nA
- 75-мм польова гармата зразка 1897 року
- 75-мм польова гармата modèle 1914 Schneider
- 75-мм гаубиця M116
- 76-мм гармата M1897 на лафеті M2
- 75-мм польова гармата Тип 38
- 75-мм польова гармата Тип 90